# Héronnière

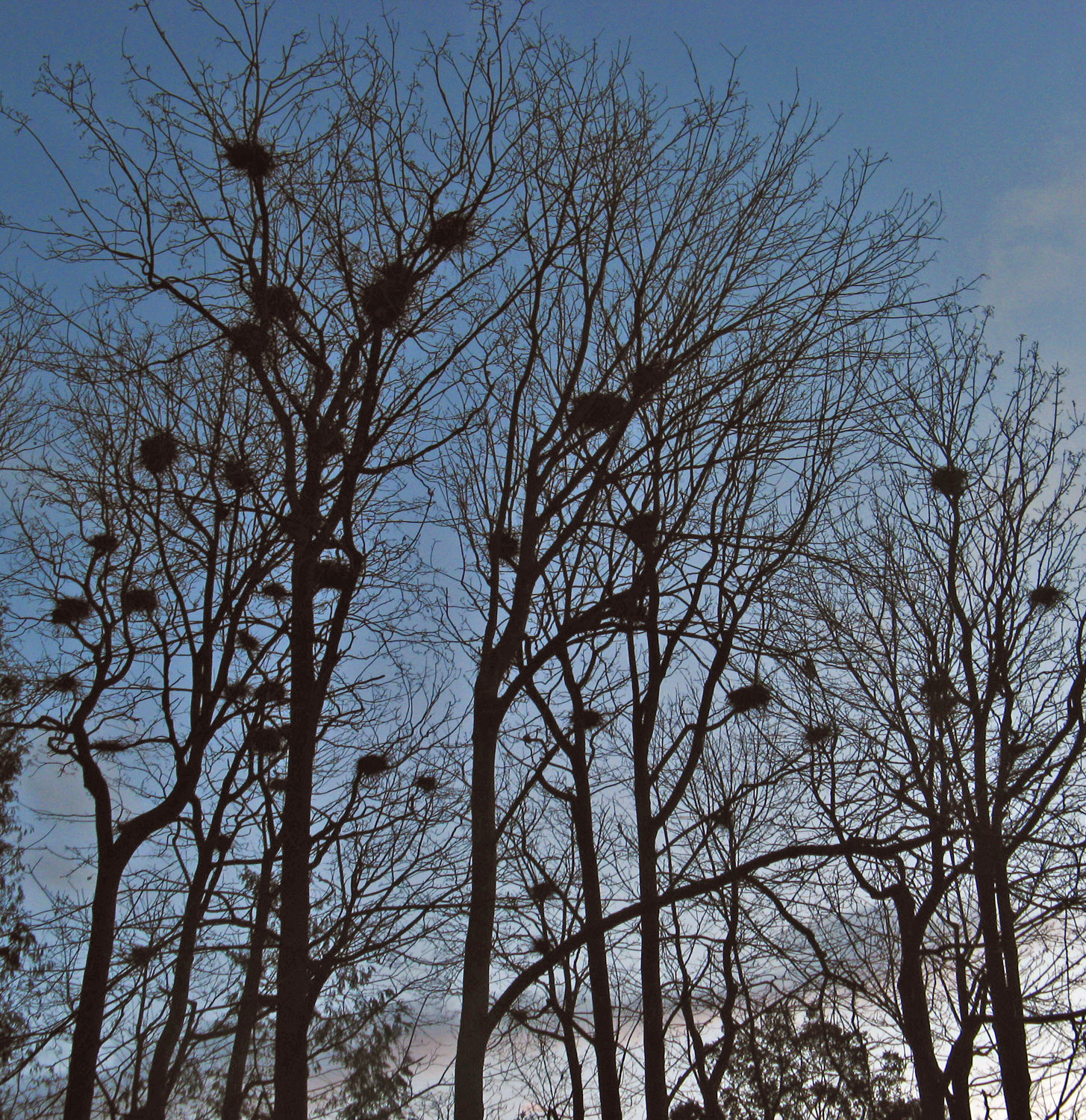
Une héronnière peuplée de Grands Hérons (Ardea herodias) au parc Stanley, au Canada.

Une héronnière est un lieu (arbres, roseaux des marais) où se retirent, vivent et se reproduisent des colonies d'oiseaux d'eau (en) comme les hérons, les aigrettes ou les cormorans. Ce terme peut désigner aussi un endroit où l'on élève des hérons.
Les héronnières sont habitées par une seule espèce (héronnière monospécifique) ou par plusieurs espèces (héronnière mixte), et peuvent regrouper des centaines d'individus.
Le partage des territoires de la héronnière a un effet régulateur sur les effectifs en permettant un meilleur succès de la reproduction. Le radiopistage effectué sur des adultes permet d'observer que les premiers hérons nicheurs de la héronnière, territoriaux, se spécialisent sur un territoire alimentaire défendu contre les congénères pendant toute la reproduction, et pouvant se situer jusqu'à une trentaine de kilomètres du nid. Les autres hérons qui nichent plus tard sont non territoriaux : ils peuvent posséder plusieurs zones d'alimentation non défendues. Parfois, ces deux groupes d'oiseaux utilisent épisodiquement des zones neutres, communautaires.
La protection des espèces leur assure la tranquillité pendant la nidification, ce qui induit un changement de stratégie : les héronnières ont tendance à s'éclater en plus petites unités, ce qui leur permet de diminuer le rayon de leurs zones d’alimentation, et donc leurs dépenses énergétiques.